# Сборная Соломоновых Островов по мини-футболу
Национальная сборная Соломоновых Островов по мини-футболу представляет Соломоновы Острова на международных соревнованиях по мини-футболу. После перехода Австралии в АФК является сильнейшей сборной Океании, о чём свидетельствуют победы на четырёх чемпионатах Океании подряд.
Пока за пределами своей зоны Соломоновы Острова показывают очень низкие результаты. На чемпионате мира 2008 года, куда островитяне квалифицировались после победы на чемпионате Океании, они не только не взяли ни одного очка, но и потерпели самое крупное в истории чемпионатов мира поражение: со счётом 2:31 уступили сборной России.

## Турнирные достижения

### Чемпионат мира по мини-футболу
- 2004 — не квалифицировалась
- 2008 — 1-й раунд
- 2012 — 1-й раунд
- 2016 — 1-й раунд
- 2021 — 1-й раунд

### Чемпионат Океании по мини-футболу
- 2004 — 5-е место
- 2008 — Чемпион
- 2009 — Чемпион
- 2010 — Чемпион
- 2011 — Чемпион